# فرنسيس بول
فرنسيس بول (بالنرويجية البوكمول: Francis Bull)‏ هو ناقد أدبي ومؤرخ وبروفيسور نرويجي، ولد في 4 أكتوبر 1887 في كريستيانية في النرويج، وتوفي في 4 يوليو 1974 في Hørsholm ‏ في الدنمارك.